# Grand Prix Austrálie 2024
Grand Prix Austrálie 2024 (oficiálně Formula 1 Rolex Australian Grand Prix 2024) se jela na okruhu Albert Park Circuit v Melbourne v Austrálii dne 24. března 2024. Závod byl třetím v pořadí v sezóně 2024 šampionátu Formule 1.

## Kvalifikace
Kvalifikace se uskutečnila 23. března 2024 v 16:00 místního času (UTC+11.
| Poř.                        | Č. | Jezdec           | Konstruktér                  | Časy v kvalifikaci | Časy v kvalifikaci | Časy v kvalifikaci | Pořadí na startu |
| Poř.                        | Č. | Jezdec           | Konstruktér                  | Q1                 | Q2                 | Q3                 | Pořadí na startu |
| --------------------------- | -- | ---------------- | ---------------------------- | ------------------ | ------------------ | ------------------ | ---------------- |
| 1                           | 1  | Max Verstappen   | Red Bull Racing-Honda RBPT   | 1:16.819           | 1:16.387           | 1:15.915           | 1                |
| 2                           | 55 | Carlos Sainz Jr. | Ferrari                      | 1:16.731           | 1:16.189           | 1:16.185           | 2                |
| 3                           | 11 | Sergio Pérez     | Red Bull Racing-Honda RBPT   | 1:16.805           | 1:16.631           | 1:16.274           | 6                |
| 4                           | 4  | Lando Norris     | McLaren-Mercedes             | 1:17.430           | 1:16.750           | 1:16.315           | 3                |
| 5                           | 16 | Charles Leclerc  | Ferrari                      | 1:16.984           | 1:16.304           | 1:16.435           | 4                |
| 6                           | 81 | Oscar Piastri    | McLaren-Mercedes             | 1:17.369           | 1:16.601           | 1:16.572           | 5                |
| 7                           | 63 | George Russell   | Mercedes                     | 1:17.062           | 1:16.901           | 1:16.724           | 7                |
| 8                           | 22 | Júki Cunoda      | RB-Honda RBPT                | 1:17.356           | 1:16.791           | 1:16.788           | 8                |
| 9                           | 18 | Lance Stroll     | Aston Martin Aramco-Mercedes | 1:17.376           | 1:16.780           | 1:17.072           | 9                |
| 10                          | 14 | Fernando Alonso  | Aston Martin Aramco-Mercedes | 1:16.991           | 1:16.710           | 1:17.552           | 10               |
| 11                          | 44 | Lewis Hamilton   | Mercedes                     | 1:17.499           | 1:16.960           |                    | 11               |
| 12                          | 23 | Alexander Albon  | Williams-Mercedes            | 1:17.130           | 1:17.167           |                    | 12               |
| 13                          | 77 | Valtteri Bottas  | Kick Sauber-Ferrari          | 1:17.543           | 1:17.340           |                    | 13               |
| 14                          | 20 | Kevin Magnussen  | Haas-Ferrari                 | 1:17.709           | 1:17.427           |                    | 14               |
| 15                          | 31 | Esteban Ocon     | Alpine-Renault               | 1:17.617           | 1:17.697           |                    | 15               |
| 16                          | 27 | Nico Hülkenberg  | Haas-Ferrari                 | 1:17.976           |                    |                    | 16               |
| 17                          | 10 | Pierre Gasly     | Alpine-Renault               | 1:17.982           |                    |                    | 17               |
| 18                          | 3  | Daniel Ricciardo | RB-Honda RBPT                | 1:18.085           |                    |                    | 18               |
| 19                          | 24 | Čou Kuan-jü      | Kick Sauber-Ferrari          | 1:18.188           |                    |                    | PL               |
| 107 % času vítěze: 1:22.731 |    |                  |                              |                    |                    |                    |                  |
| Zdroj:                      |    |                  |                              |                    |                    |                    |                  |

Poznámky
1. ↑  Sergio Pérez obdržel penalizaci tří míst za zdržení Nico Hülkenberga v Q1.
2. ↑  Čou Kuan-jü se kvalifikoval jako 19., odstartovat ale musel z pit lane kvůli nasazení nového předního křídla.

## Závod
Závod se uskutečnil 24. března 2024 v 15:00 místního času (UTC+11.
| Poř.                                                               | No. | Jezdec           | Konstruktér                  | Počet kol | Čas/Odstoupení | Start | Body |
| ------------------------------------------------------------------ | --- | ---------------- | ---------------------------- | --------- | -------------- | ----- | ---- |
| 1                                                                  | 55  | Carlos Sainz Jr. | Ferrari                      | 58        | 1:20:26.843    | 2     | 25   |
| 2                                                                  | 16  | Charles Leclerc  | Ferrari                      | 58        | +2.366         | 4     | 19   |
| 3                                                                  | 4   | Lando Norris     | McLaren-Mercedes             | 58        | +5.904         | 3     | 15   |
| 4                                                                  | 81  | Oscar Piastri    | McLaren-Mercedes             | 58        | +35.770        | 5     | 12   |
| 5                                                                  | 11  | Sergio Pérez     | Red Bull Racing-Honda RBPT   | 58        | +56.309        | 6     | 10   |
| 6                                                                  | 18  | Lance Stroll     | Aston Martin Aramco-Mercedes | 58        | +1:33.222      | 9     | 8    |
| 7                                                                  | 22  | Júki Cunoda      | RB-Honda RBPT                | 58        | +1:35.601      | 8     | 6    |
| 8                                                                  | 14  | Fernando Alonso  | Aston Martin Aramco-Mercedes | 58        | +1:40.992      | 10    | 4    |
| 9                                                                  | 27  | Nico Hülkenberg  | Haas-Ferrari                 | 58        | +1:44.553      | 16    | 2    |
| 10                                                                 | 20  | Kevin Magnussen  | Haas-Ferrari                 | 57        | +1 kolo        | 14    | 1    |
| 11                                                                 | 23  | Alexander Albon  | Williams-Mercedes            | 57        | +1 kolo        | 12    |      |
| 12                                                                 | 3   | Daniel Ricciardo | RB-Honda RBPT                | 57        | +1 kolo        | 18    |      |
| 13                                                                 | 10  | Pierre Gasly     | Alpine-Renault               | 57        | +1 kolo        | 17    |      |
| 14                                                                 | 77  | Valtteri Bottas  | Kick Sauber-Ferrari          | 57        | +1 kolo        | 13    |      |
| 15                                                                 | 24  | Čou Kuan-jü      | Kick Sauber-Ferrari          | 57        | +1 kolo        | PL    |      |
| 16                                                                 | 31  | Esteban Ocon     | Alpine-Renault               | 57        | +1 kolo        | 15    |      |
| 17                                                                 | 63  | George Russell   | Mercedes                     | 56        | Nehoda         | 7     |      |
| Ret                                                                | 44  | Lewis Hamilton   | Mercedes                     | 15        | Motor          | 11    |      |
| Ret                                                                | 1   | Max Verstappen   | Red Bull Racing-Honda RBPT   | 3         | Brzdy          | 1     |      |
| Nejrychlejší kolo: Charles Leclerc (Ferrari) – 1:19.813 (56. kolo) |     |                  |                              |           |                |       |      |
| Zdroj:                                                             |     |                  |                              |           |                |       |      |

Poznámky
1. ↑  Včetně bodu za nejrychlejší kolo.
2. ↑  Fernando Alonso skončil 6., po závodě ale obdržel trest průjezdu boxy, v přepočtu tak obdržel penalizaci 20 sekund, a to za nebezpečnou jízdu před Georgem Russellem.
3. ↑  Pierre Gasly obdržel penalizaci 5 pekund za přejetí čáry na konci pit lane. Jeho konečná pozice tím nebyla ovlivněna.
4. ↑  George Russell byl klasifikován, jelikož dokončil přes 90 % délky závodu.

## Průběžné pořadí po závodě
|        | Pořadí | Jezdec           | Body |
| ------ | ------ | ---------------- | ---- |
|        | 1      | Max Verstappen   | 51   |
| 1      | 2      | Charles Leclerc  | 47   |
| 1      | 3      | Sergio Pérez     | 46   |
| 2      | 4      | Carlos Sainz Jr. | 40   |
|        | 5      | Oscar Piastri    | 28   |
| Zdroj: |        |                  |      |

|        | Pořadí | Konstruktér                  | Body |
| ------ | ------ | ---------------------------- | ---- |
|        | 1      | Red Bull Racing-Honda RBPT   | 97   |
|        | 2      | Ferrari                      | 93   |
|        | 3      | McLaren-Mercedes             | 55   |
|        | 4      | Mercedes                     | 26   |
|        | 5      | Aston Martin Aramco-Mercedes | 25   |
| Zdroj: |        |                              |      |